# 1/350スケール

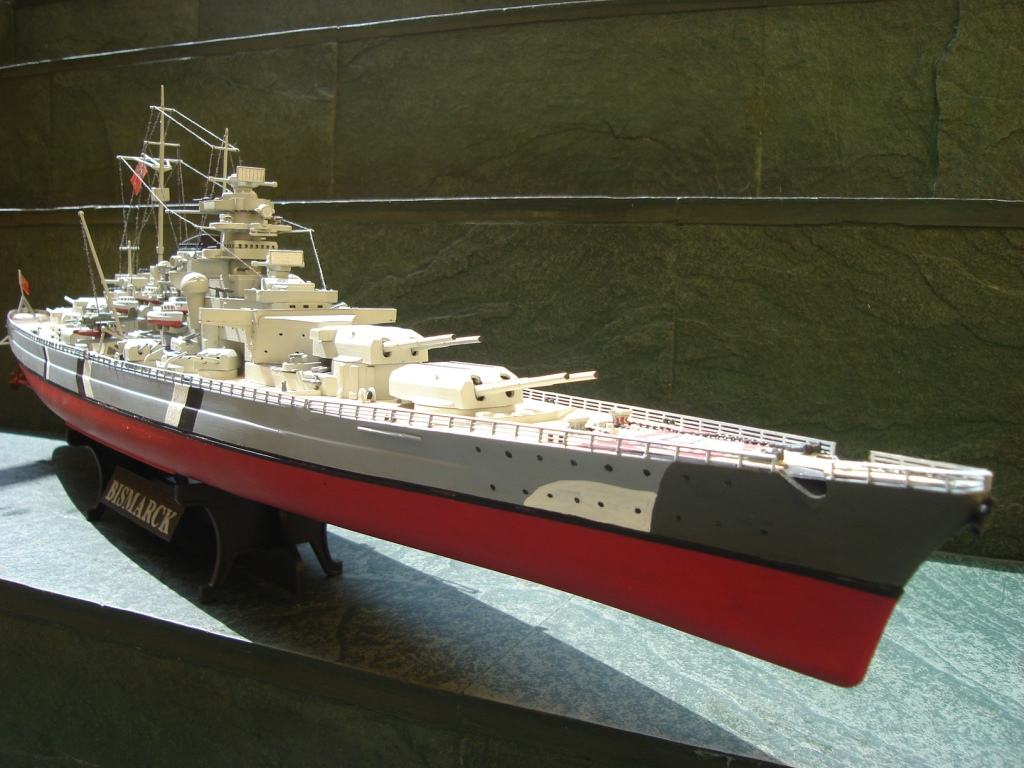
1/350スケール戦艦ビスマルク

1/350スケールは、主に艦船の模型に使用される縮尺で、2000年代の半ば以降、世界の多くのメーカーが採用している。

## 概要
1/350スケールは、艦船のプラモデルで最も一般的な1/700スケールの2倍の大きさとなる縮尺であり、艦船や艦載機のプラモデルに多く採用されている。特に2000年代半ば以降、ハセガワの「戦艦三笠」を契機として各模型メーカーが1/350スケールで有名艦船をキット化している。艦船以外では、城郭のような建造物の模型や、大型の航空機の模型などがある。

## 歴史
1/700スケールが一般化する1970年代以前は、艦船のプラモデルには標準的なスケールはなく、エレール、レンウォール、エアフィックスなどのメーカーが、1/400、1/500、1/600などの独自の縮尺でシリーズ展開を行っていたり、縮尺を統一しないメーカーも多かった。
世界で初めて1/350スケールで艦船モデルのシリーズ展開を行ったのは、日本のイマイで、1976年のアメリカ建国200年を記念して行われた帆船パレードに参加した帆船を、1977年から78年にかけて十数点発売している。1/350を採用したのは、対象となる船が全長100m前後と小さく、当時既に主流となっていた1/700では小さくなりすぎるため、単純に2倍の大きさとしたものである。その結果、製品の大きさは20cmから30cmと、1/700スケールの巡洋艦並みの手ごろな大きさとなっている。当初発売された製品は全て洋上模型形式であったが、その後艦底部を加えてフルハルモデルとしたものや、帆船パレードに参加していない帆船も加わって生産が続けられ、イマイの廃業後もアオシマから一部が再発売されている。
次に1/350スケールでシリーズ展開を行ったのはタミヤで、1978年に1作目のビスマルクを発売し、1986年までに戦艦大和など11点のキットを発売している。イマイの製品が小型の帆船だったのに対し、タミヤの製品はほとんどが大型艦であり、全長がほぼ1mになる原子力空母エンタープライズまで製品化されていた。しかし、エンタープライズとその搭載機を除くと、第二次大戦時の日、米、英、独の戦艦各1クラス2隻ずつを製品化した時点でシリーズは中断し、1997年には10年ぶりの新製品としてフレッチャー級駆逐艦が加わったものの、その後10年近くシリーズは再び休止状態となった。
次に続いたのはドラゴンモデルズで、1980年代末の活動開始後ほどなく1/350スケールに参入し、アメリカとロシアの潜水艦や、タイコンデロガ級などのアメリカ現用艦を中心に製品化を行った。トランペッターは中国海軍の駆逐艦や、フリゲートを十数点1/350スケールで製品化していた。さらに、ピットロードとの提携で1/700スケール艦船キットの製造に参入した2003年には、1/350スケールでアメリカ空母の製品化を開始している。
1990年代の後半から2000年代の始めには、旧ソビエト・東欧圏のメーカーも1/350スケールでの製品化に加わり、ウクライナのICMはドイツのケーニヒ級戦艦を製品化し、さらに高雄型重巡洋艦の製品化も予告していた。また、ロシアのイースタン・エクスプレスも1/350スケールで旧ロシア戦艦のボロジノやペレスヴェートを製品化した。
このように2000年代前半の時点では、製品数や製造するメーカーは増えつつあったとはいえ、1/350スケールはまだ製品数も少なく、製品化されているのも初期のタミヤ製品を除けば有名艦の少ない、マイナーな縮尺だった。この状態を大きく変えたのは、ハセガワが2005年に日本海海戦100周年を記念して完全新金型で発売した「戦艦三笠」である。三笠は現存する唯一の日本戦艦であり、一般的にも高い知名度と人気を持っているにもかかわらず、これまであまり模型化に恵まれていなかったため、最新の技術と考証で詳細に模型化されたハセガワのキットは高い人気を呼んだ。また、ディテールアップ用にメーカー純正のエッチングパーツなどが追加発売されたことでも話題となった。
三笠の好評を受け、ハセガワは2006年5月にハセガワ創業65周年企画として第二弾の日本海軍甲型駆逐艦「雪風」を発売、引き続き南極観測50周年を記念した南極観測船「宗谷」を第三弾として発売した。これらの売れ行きも好調だったため、2007年末には戦艦長門、翌年には空母赤城と大型艦の発売に踏み切った。このハセガワの動きに日本の他のメーカーも反応し、アオシマは2007年よりアイアンクラッド＜鋼鉄艦＞シリーズとして高雄型重巡洋艦や金剛型戦艦を製品化し、フジミも金剛型戦艦で1/350スケールに参入したため、金剛は2社競作の形となった。アオシマは新製品の開発を引き続き行う一方、旧イマイ製の練習船、日本丸と海王丸を第二次世界大戦時の輸送船の仕様としたものや、ICM製のケーニヒに自社製のエッチングパーツを追加したものなどもラインナップに加えている。タミヤも1/350スケールの製品開発を再開し、伊-400潜水艦、駆逐艦雪風、最上型重巡洋艦などをラインナップに加え、2011年には戦艦大和を新規開発で発売した。
日本国内のメーカーの動きに日本国外のメーカーも追随し、ドラゴンモデルズは2006年以降第二次大戦時と現用のアメリカ艦を中心にラインナップを増やしている。2005年の時点で既にアメリカ空母の製品化を開始していたトランペッターは、その後驚異的な速さで製品の開発を行い、2005年から2010年までの6年間で第二次大戦時と現用の各国の艦船を40点以上送り出している。アジアのメーカーだけでなく、ドイツレベルが戦艦ビスマルク、エアフィックスも軽空母アークロイヤルで1/350スケールに参入するなど、ブームは世界的なものとなった。
2015年現在、1/350スケールで艦船モデルを発売しているメーカーは、上記以外に日本のピットロード、ファインモールド、モノクローム、韓国のアカデミー、台湾のAFV Club、中国のブロンコモデル、ウクライナのAVIS、ロシアのフラッグマン、ズベズダなどがある。また、レジンキャストやエッチング製のディーテールアップ用部品を発売するメーカーも多数あり、1/350スケールは国際的に艦船モデルの主流スケールのひとつとなっている。
1/350スケールの艦船は、これまでの主力であった1/700スケールに比べて十分に大きく詳細な工作を行いやすい。艦の全長だけで比較すると、1/350スケールの三笠は37.9cmで1/700スケールの戦艦大和の37.5cmとほぼ同じだが、手すりや機銃などの人間がかかわる装備品は1/350スケールの方がより細かく表現できる。レベルの1/350ビスマルクでは手すりもプラスチックでパーツ化されている。重巡洋艦クラスで約60cm、戦艦大和、空母赤城などでは75cmを超え、模型メーカーを代表する大型精密模型として位置づけられる。一方、近年は1/700スケールと1/350スケールの間をねらい、フジミは2009年から1/500スケールで戦艦大和、戦艦長門を、ハセガワは2013年から1/450スケールで戦艦大和、あたご型護衛艦を発売した。

## 艦船以外の模型
艦船モデル以外の、1/350スケールの模型としては、城郭等の建築物の模型がある。2015年現在でも、童友社より大阪城、名古屋城など7点ほどが発売されている。航空機のプラモデルでは、かつてはジャンボジェットなど数点が発売されているのみであったが、現在では艦船に合わせた艦載機などのプラモデルが多数発売されている。基本的には艦船モデルのアクセサリーとしての位置付けであるが、1/700スケールと異なり単品で鑑賞できるレベルに仕上げることもそれ程困難ではない。同様に軍用車両のキットも数は少ないものの発売されている。ダイキャスト製の旅客機の完成品模型は1/400や1/500が中心であるが、モデルパワーなど一部のメーカーからは1/350スケールの航空機も何点か発売されている。
SF・キャラクターでは、バンダイの「The特撮コレクション」も1/350スケールであり、一部の製品には怪獣以外に航空機等のアクセサリーも含まれている。艦船モデルで1/350スケールがブームになった2007年には、宇宙戦艦ヤマトが1/350スケールで製品化され話題となった。この1/350宇宙戦艦ヤマトは、2015年3月現在、バンダイホビー事業部の一般販売商品としては最高価格のプラモデルである。アオシマからは、イマイの金型の1/350スケールサンダーバード2号を引き継いで販売している他、サンダーバード1号、サンダーバード3号を1/350スケールで新規開発した。アメリカのポーラー・ライツからは、スタートレックのエンタープライズ等、同じくアメリカのメビウスモデルからは原子力潜水艦シービュー号が1/350スケールでキット化されている。